# فالديمار بلوخ
فالديمار بلوخ (بالألمانية: Waldemar Bloch)‏ هو ملحن نمساوي، ولد في 5 مايو 1906 في فيينا في النمسا، وتوفي في 19 فبراير 1984 في غراتس في النمسا.